# Echinomuricea spinifera
Echinomuricea spinifera is een zachte koraalsoort uit de familie Plexauridae. De koraalsoort komt uit het geslacht Echinomuricea. Echinomuricea spinifera werd in 1910 voor het eerst wetenschappelijk beschreven door Nutting. 